# Petrejoides panamae
Petrejoides panamae es una especie de coleóptero de la familia Passalidae.

## Distribución geográfica
Habita en Panamá.